# Slank mossenknotsje
Het slank mossenknotsje (Eocronartium muscicola) is een schimmel behorend tot de familie Eocronartiaceae. Hij leeft als biotrofe parasiet op levend bladmos.

## Kenmerken
Het produceert knotsvormig tot draadvormig vruchtlichamen. De kleur is wit tot licht crèmekleurig en donkerder naar de top toe. De vruchtlichamen zijn wasachtig of vlezig van consistentie. Ze zijn tot 20 hoog en mm en 0,5 mm in diameter. Het hymenium is over het gehele oppervlak, alleen de basis van het vruchtlichaam is steriel. De gespecialiseerde probasidiumhypha produceert knotsvormige en gebogen, tripartiete metabasidia van 65 x 6 μm. Basidiosporen zijn sikkelvormig en meten 22–30 × 4–7 µm.

## Levenswijze
De schimmel infecteert vooral de embryonale sporofyten van mossen. De hyfen omringen de sporofyt en halen er voedingsstoffen uit. Bij zijn verdere ontwikkeling stopt de schimmel de ontwikkeling van de sporofyt en groeit op zijn plaats. Uiteindelijk verschijnen de vruchtlichamen van de schimmel in plaats van de volwassen mossporofyt. De schimmel valt de gametofyt niet aan, maar verkrijgt voedingsstoffen die van de gametofyt naar de sporofyt worden overgebracht door de zogenaamde cellen overbrengen, zonder de gametofyt te beschadigen.

## Verspreiding
Het slank mossenknotsje is bekend uit Noord- en Zuid-Amerika, Europa en Azië. In Nederland komt het slank mossenknotsje zeer zeldzaam voor.